# Georges-Louis Goupillières
Georges-Louis Goupillières, né le 12 février 1861 à Goupillières (Eure) et mort le 18 octobre 1943 à Bois-Guillaume, est un entrepreneur et architecte français.

## Biographie
Georges-Louis Goupillières nait à Goupillières, au hameau de Fréville le 12 février 1861, fils de Louis, marchand de pierre, et de Eugénie Delphine Tabary.
Il se marie le 25 janvier 1888 à Écouis avec Adrienne Désirée Marie Crouin (1865-). Ils ont au moins 3 enfants :
- Madeleine Marie Louise (1889, Rouen - 1971, Dieppe) ;
- Roger Pierre Eugène Georges (1896, Rouen - 1988, Paris), réalisateur et scénariste ;
- Daniel Georges (1901, Rouen - après 1977), radio TSF puis architecte entrepreneur.

Entrepreneur de travaux publics, il se reconnaît architecte pour la première fois en 1898 lors de la construction d'un immeuble au no 76 rue Lafayette à Rouen.
Le 1er avril 1901, il est légèrement blessé au genou dans un accident de train survenu dans la gare des Aubrais alors qu'il revient de Biarritz.

## Réalisations rouennaises (sauf indication)
- maison, 233 rue du Renard - 1885
- maisons, rue Boucher-de-Perthes - 1887-1888
- maison, 156 rue Decroizilles - 1888
- maison, 3 rue Jules-Marie - 1894
- maison, 19 rue Duguay-Trouin - 1894
- maison, rue du Docteur-Léonard - 1895
- villa des Cottes, 26 rue Édouard-Fortier à Bois-Guillaume - 1896
- immeuble, 2-8 place des Emmurées - 1897
- immeuble, 10 place des Emmurées - 1898
- immeuble, 76 rue Lafayette - 1898
- immeuble, 50 place des Carmes - 1898

- maisons, 36-42 rue Frédéric-Bérat
- maisons, rue Valmont-de-Bomare
- immeuble, 3 place des Emmurées
- immeuble, 11 place des Emmurées
- immeuble, 19 place des Emmurées
- immeubles, 99 au 103 rue Lafayette

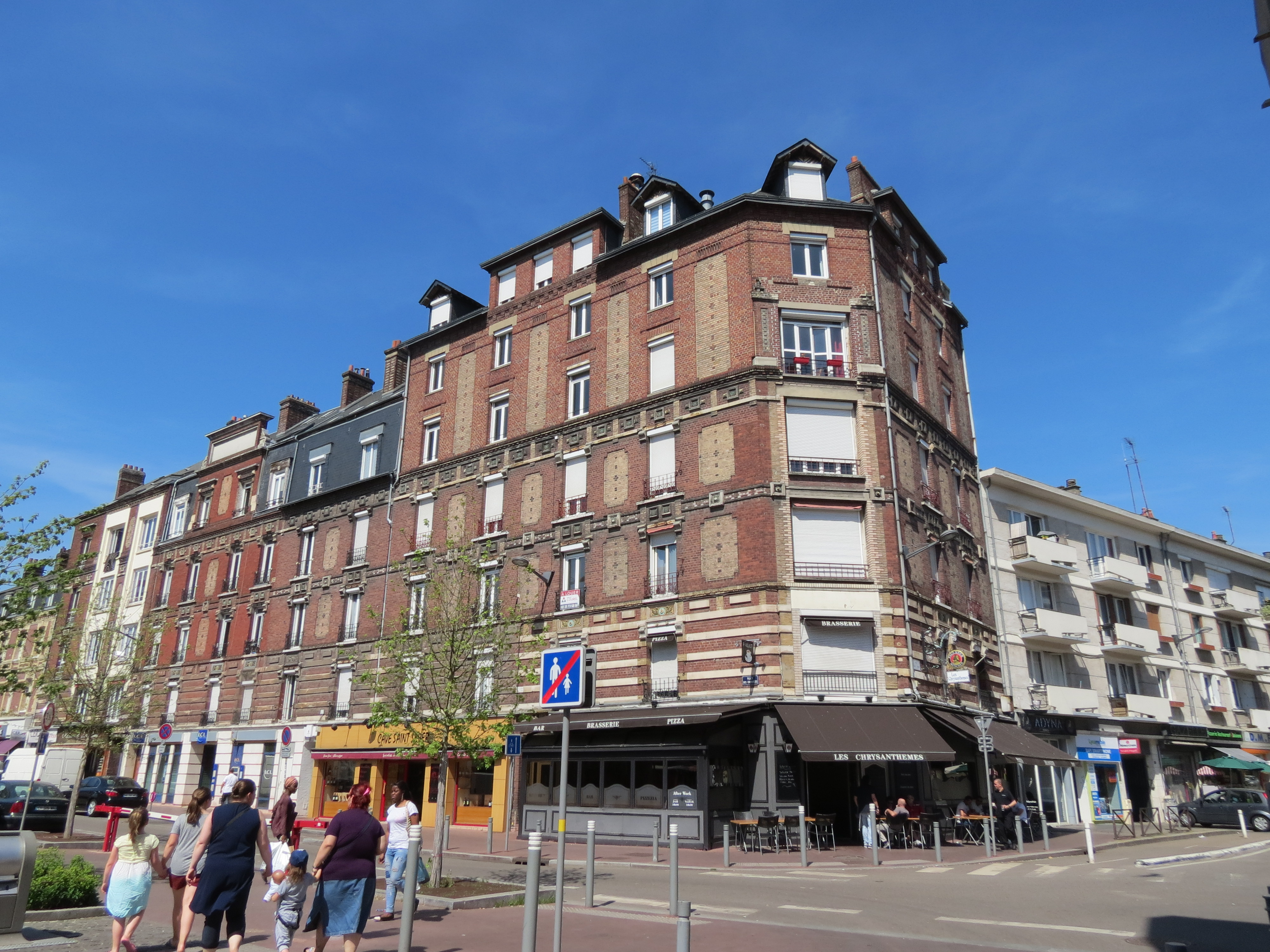
Immeuble, 2-8 place des Emmurées.
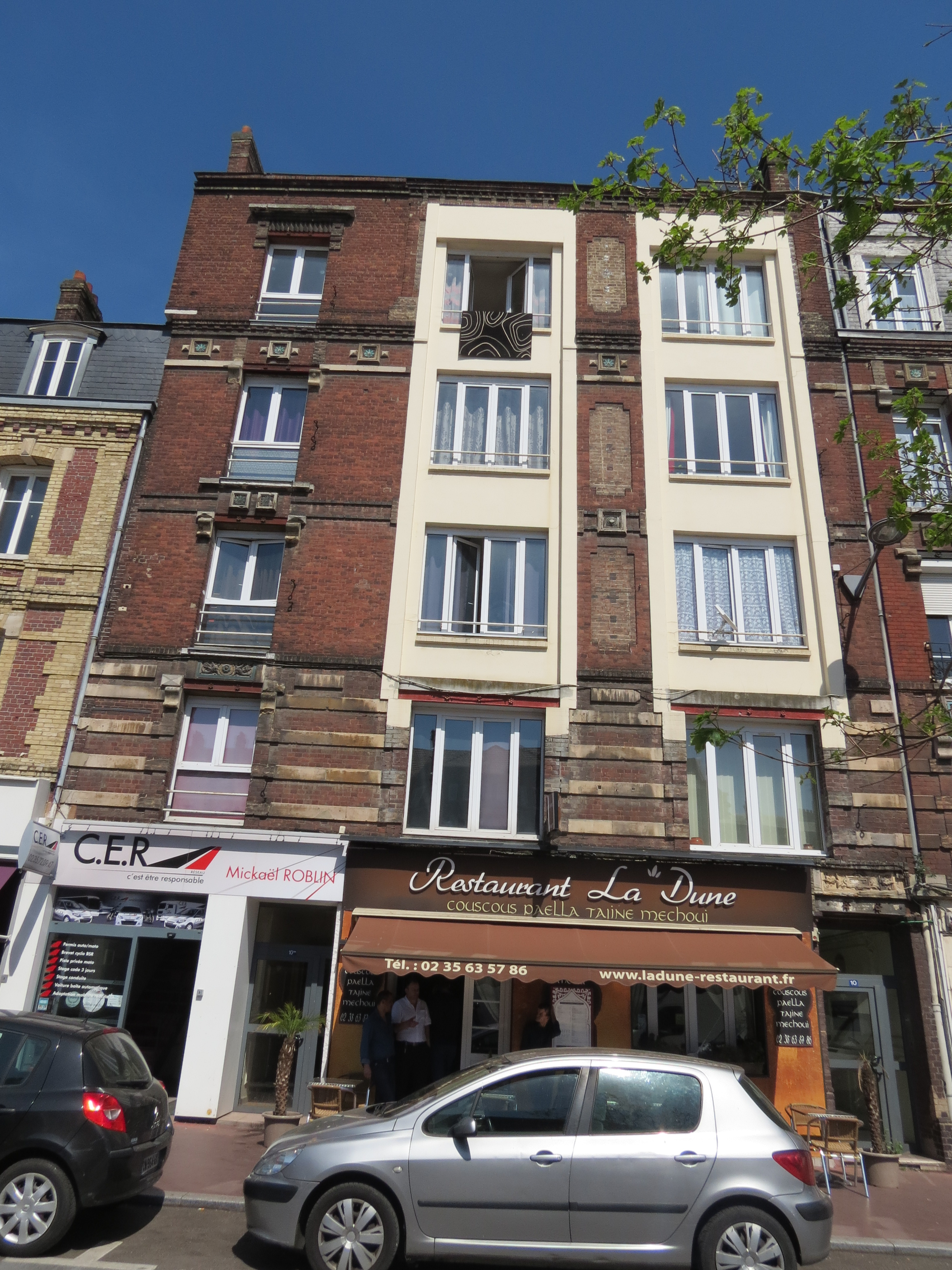
Immeuble, 10 place des Emmurées.
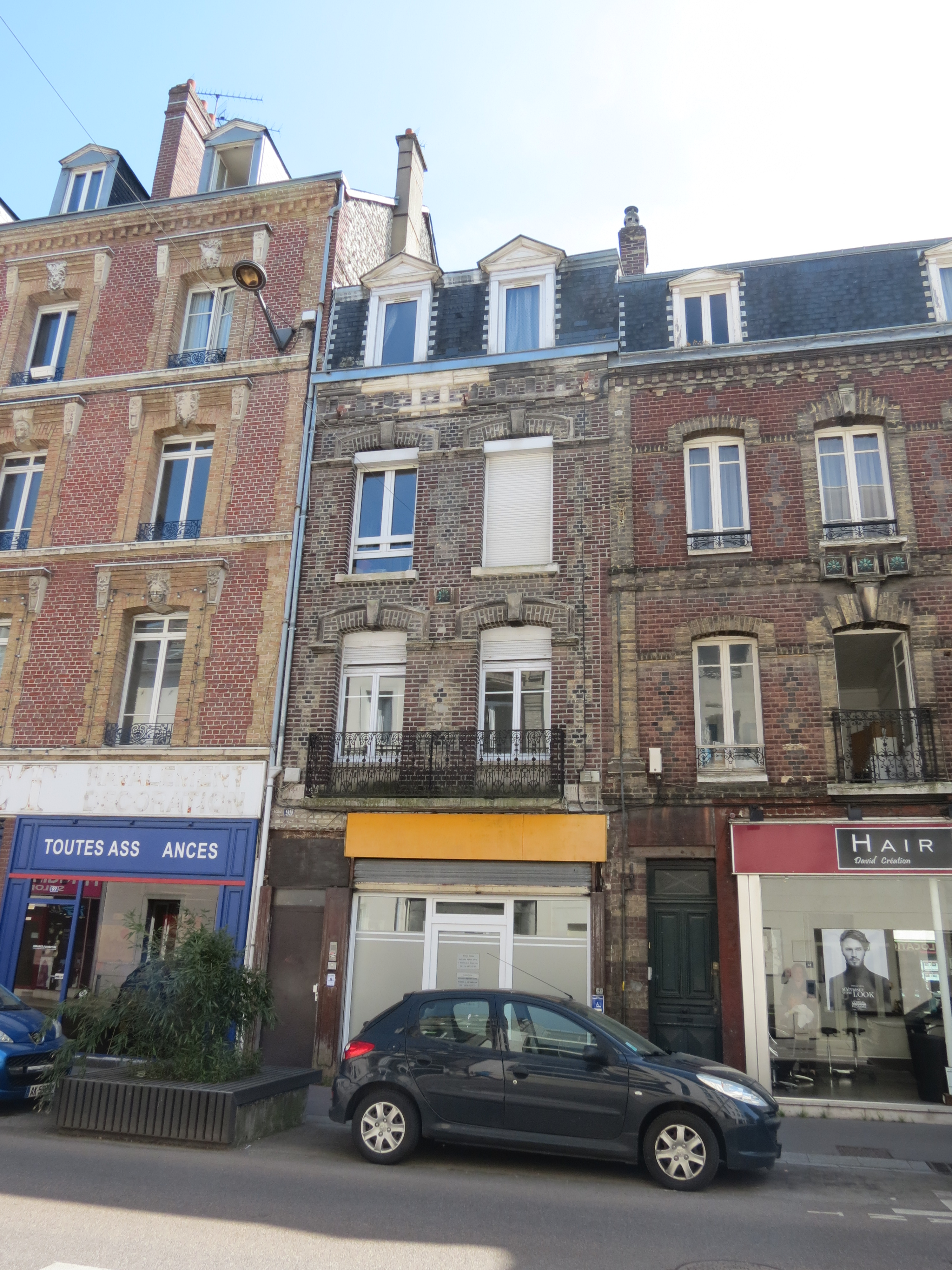
Immeuble, 99 rue Lafayette.
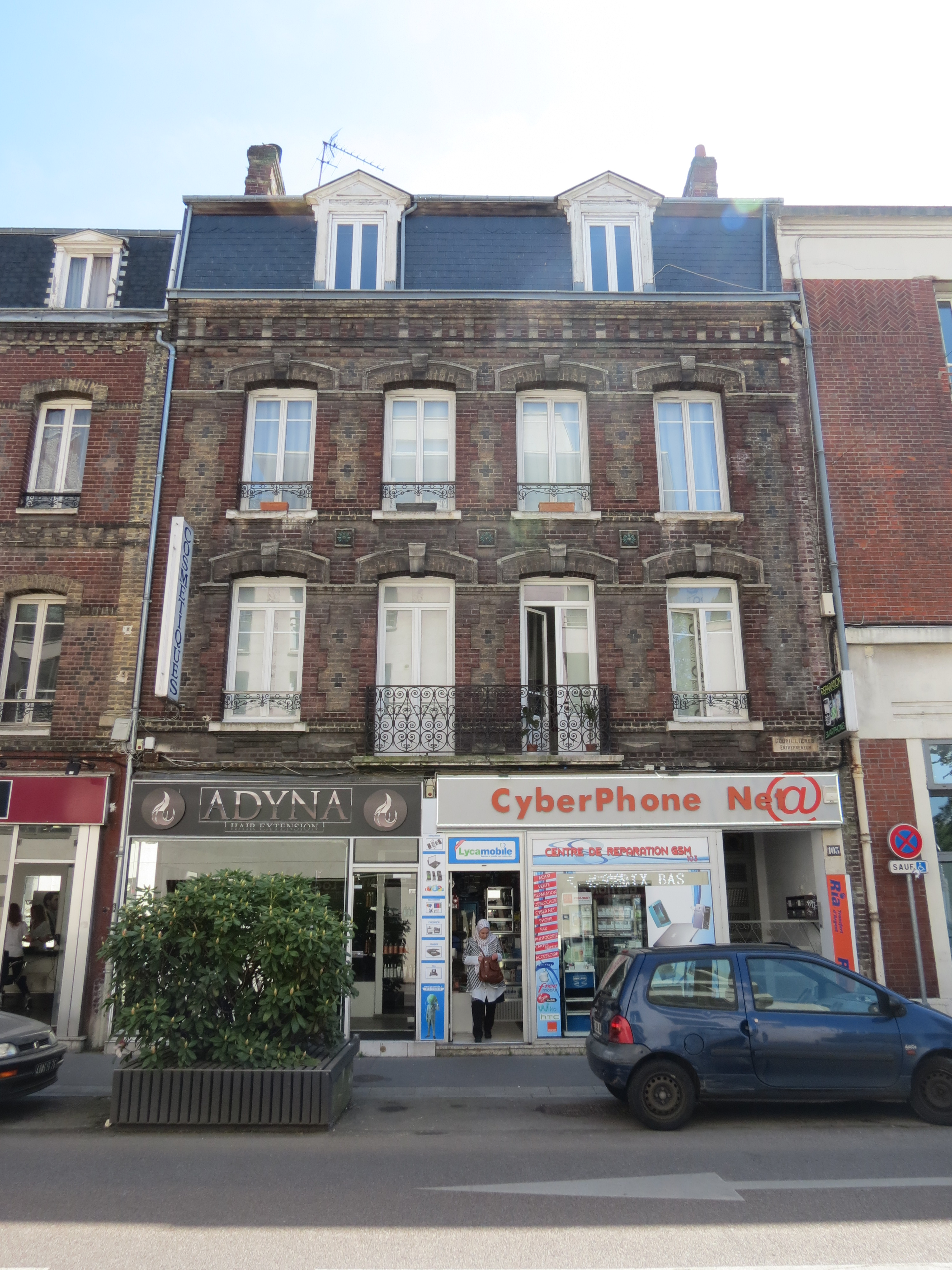
Immeuble, 103 rue Lafayette.
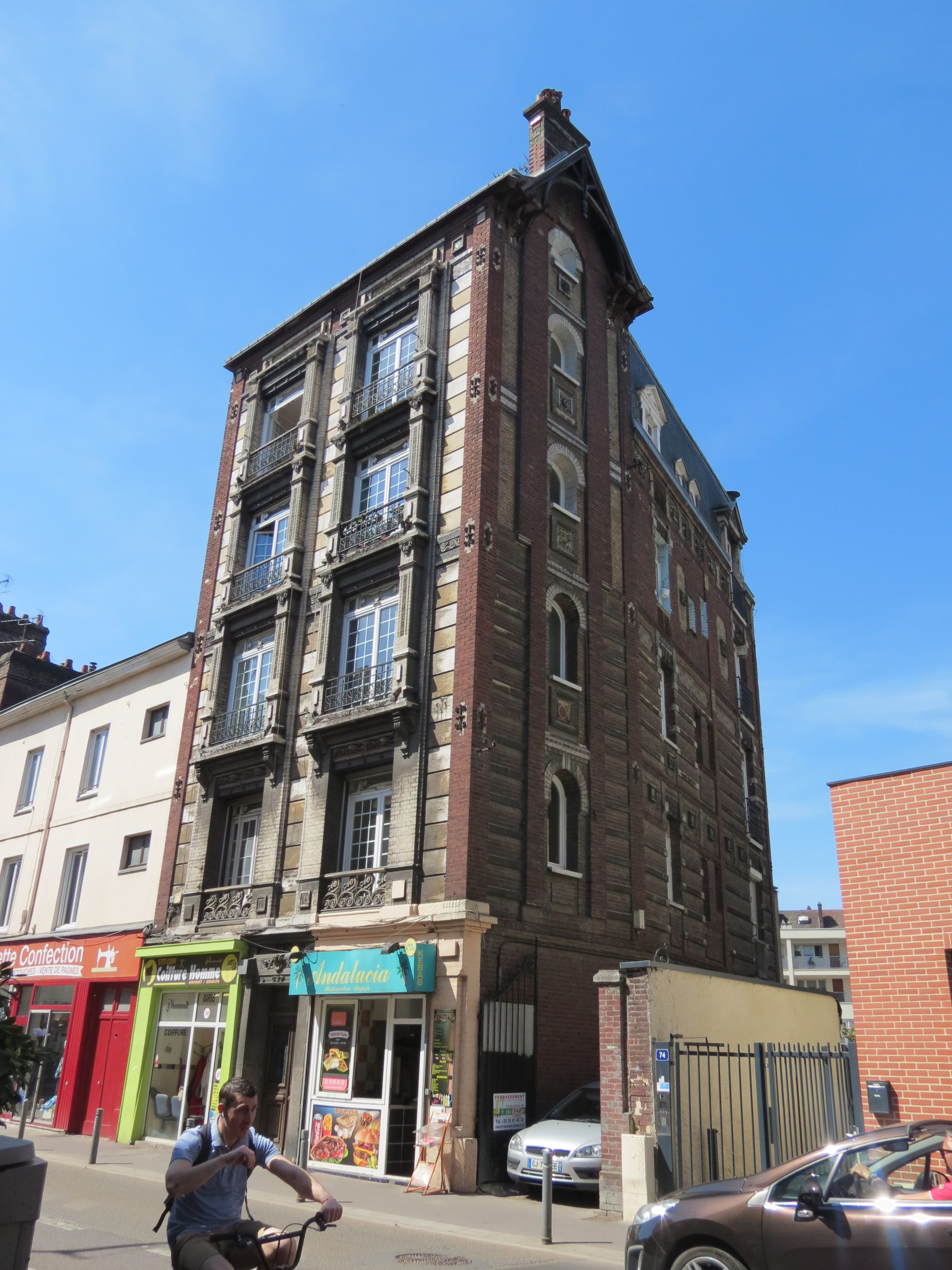
Immeuble, 76 rue Lafayette.
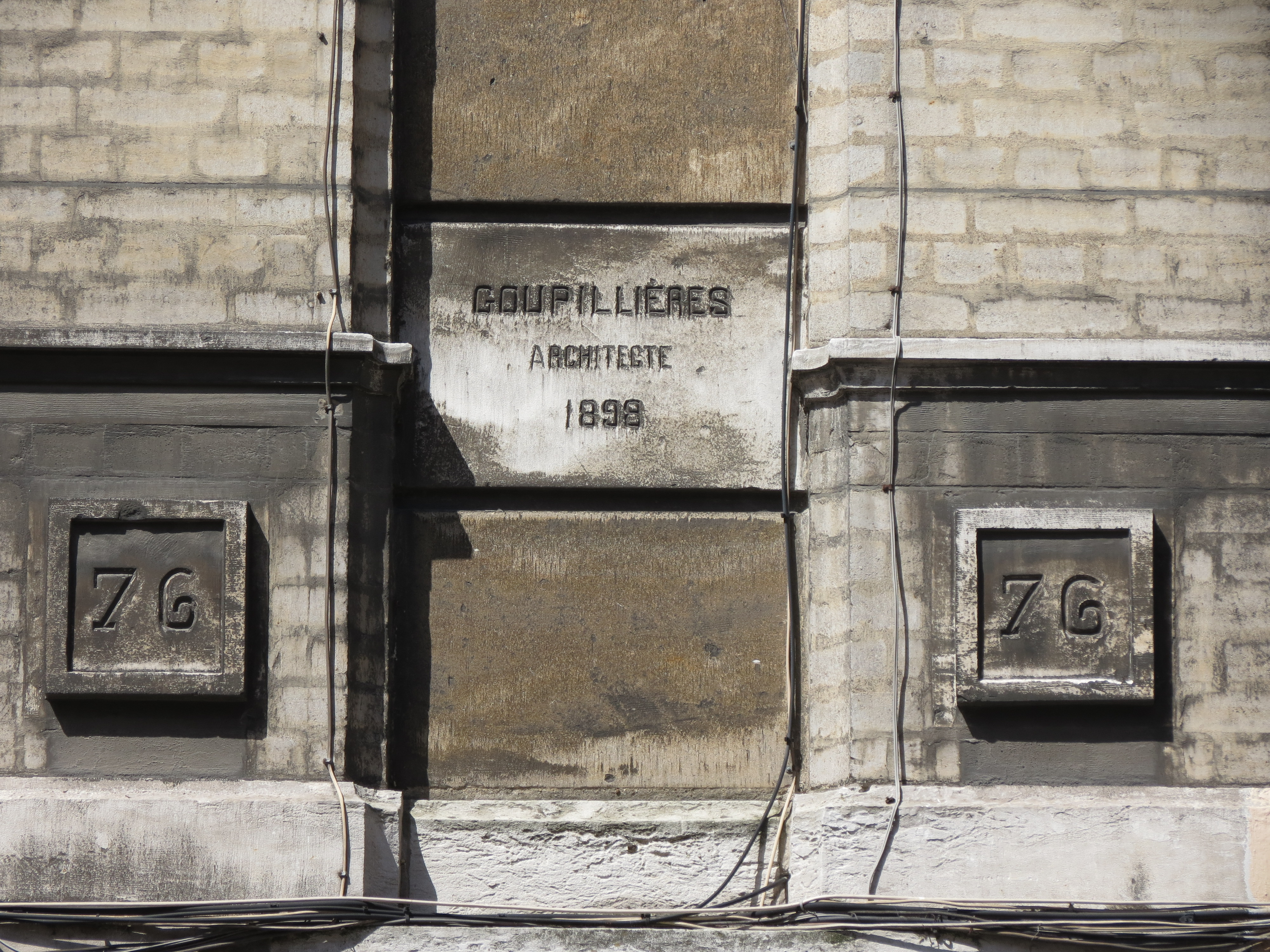
Détail du 76 avec la mention architecte.
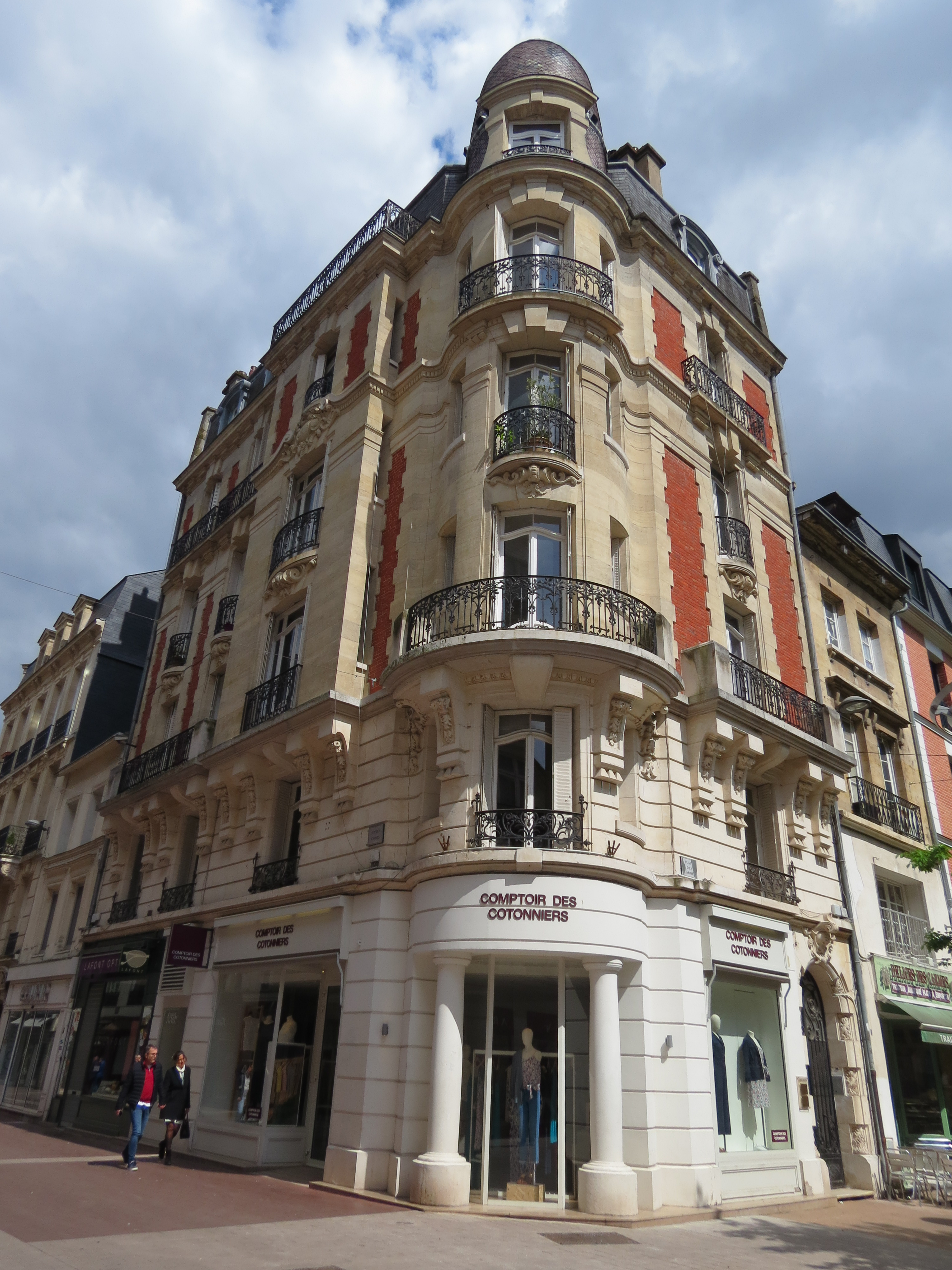
Immeuble, 50 place des Carmes.